# Adiaforizace
Adiaforizace (z řec. adiaforon, neutrální, nerozlišený, lhostejný) je podle Zygmunta Baumana „snaha o vyjmutí co nejrozsáhlejších oblastí společenského života z dopadu mravních norem.“ Je to tedy proces, během něhož se některé kategorie lidských činností stávají eticky lhostejné, takže v postmoderní společnosti mohou být dokonce i mezilidské vztahy vyňaty z morálních hodnocení. Termín byl poprvé použit právě Zygmuntem Baumanem v roce 1990 během přednášky v přímořském městečku Amalfi, kde přebíral cenu za nejlepší evropskou sociologickou knihu roku 1989, jíž se stalo jeho dílo "Modernity and the Holocaust". Dle stoického a kanonického církevního diskurzu, ze kterého byl tento pojem vypůjčen, označuje adiaforon vše neutrální v rámci tohoto diskurzu a adiaforizace je proces, v němž se věci za mravně neutrální prohlašují. Bauman tento pojem používá v rámci etické problematiky.
V rámci mezilidských vztahů je tento pojem tedy vymezen jako olupování těchto vztahů o jejich morální význam a smysl. Tyto vztahy již nejsou nijak morálně hodnoceny a jsou brány v podstatě jako morálně lhostejné. V tomto momentu jsou hlavním předmětem vztahu pouze určité aspekty partnera, které jsou například zajímavé i užitečné. Pouze vztahy, kde jsou oba partneři bráni jako celek se vzájemnou odpovědností, odráží určitou morálku. Adiaforizace je poháněna jak byrokracií, kdy mezilidské vztahy chladnou a omezují se, tak jako v moderním světě obchodu, na oblast vztahů v rámci smlouvy či formálních závazků. Dalším z hnacích motorů adiaforizace je také městský život, ve kterém se objevuje tzv. „dívání se bez vidění“. Městský život je morálně slabý, neboť dává lidem možnost zakoušet například prožitky bez nějakého morálního uvědomění. Za určitých okolností jsou tedy určité formy jednání osvobozeny od mravního hodnocení, jsou brány jako eticky lhostejné. Adiaforizace značí pokusy o separaci mravních zásad v životě společnosti, a to kompletně za různorodých podmínek.

## Adiaforizace v historickém kontextu
Lze přijmout jako fakt, že vznikla na podkladě utrpení a trápení obyvatelstva během válečných období. K adiaforizaci mohlo docházet, když si určité území podrobila nepřátelská strana. Typický příklad této formy jednání se objevoval během Holokaustu, kdy například dozorci v koncentračních táborech lpěli na lhostejném plnění rozkazů bez jakéhokoliv morálního posouzení. Jednání v rámci disciplíny a loajality stálo nad morálními závazky. Dobro a zlo se žádným způsobem nevymezovalo.

## Adiaforizace v technologii
Adiaforizace je také spojována s technologickým pokrokem například v rámci „vojenského zabíjení“. Příkladem, který použil Günther Anders po Nagasaki, může být odpovědnost operátora, který mačká tlačítko. „Když mačkáš tlačítko, neskřípeš zuby… Tlačítko je pouhé tlačítko“, poznamenal. Takové tlačítko může být zmáčknuto na ovladači, ale také například při bombardování. Všechny tyto činnosti jsou vykonány v podstatě stejným způsobem či rutinou, tím samým operátorem, kterému na tom může záležet či nikoli. Ve výsledku je povinen uposlechnout rozkazů a není nijak mravně hodnocen, protože pouze koná svou práci. Dnes je takovou typickou technologickou vymožeností, která zbavuje operátora viny, dron. Operátor sedí nejspíše někde v centrále, kde mačká již zmíněná tlačítka a díky vzdálenosti za to tedy v podstatě neodpovídá a není nijak postihnout mravní vinou. Pokud nastane chyba je to pouze porucha, nikoli hřích či prohřešek.